# Scheggerott
Scheggerott (dänisch: Skæggerød) ist eine Gemeinde im Kreis Schleswig-Flensburg in Schleswig-Holstein. Zur Gemeinde gehört der Ortsteil Brarupholz (Brarupskov).

## Geografie und Verkehr
Scheggerott liegt zwischen Süderbrarup und Kappeln etwa sieben Kilometer westlich von Kappeln in ländlicher Umgebung. Nördlich der Gemeinde verläuft die Bundesstraße 199 von Kappeln nach Flensburg, südlich die Bundesstraße 201 von Kappeln nach Husum. Am östlichen Gemeinderand liegt der Lyskjaersee.
Der Ortsname bedeutet etwa Rodung des Skeggi bzw. Skægge. Skeggi bzw. Skægge ist ein Rufname zu dän. skæg für Bart, also etwa Der Bärtige. Die Endung -rott kommt entweder von Rodung (adän. ruth, mdän. roj, ndän. rød), also einer Ansiedlung im Wald, oder von -rotte, ähnlich Weiler, also einer Ansiedlung aus wenigen Häusern.

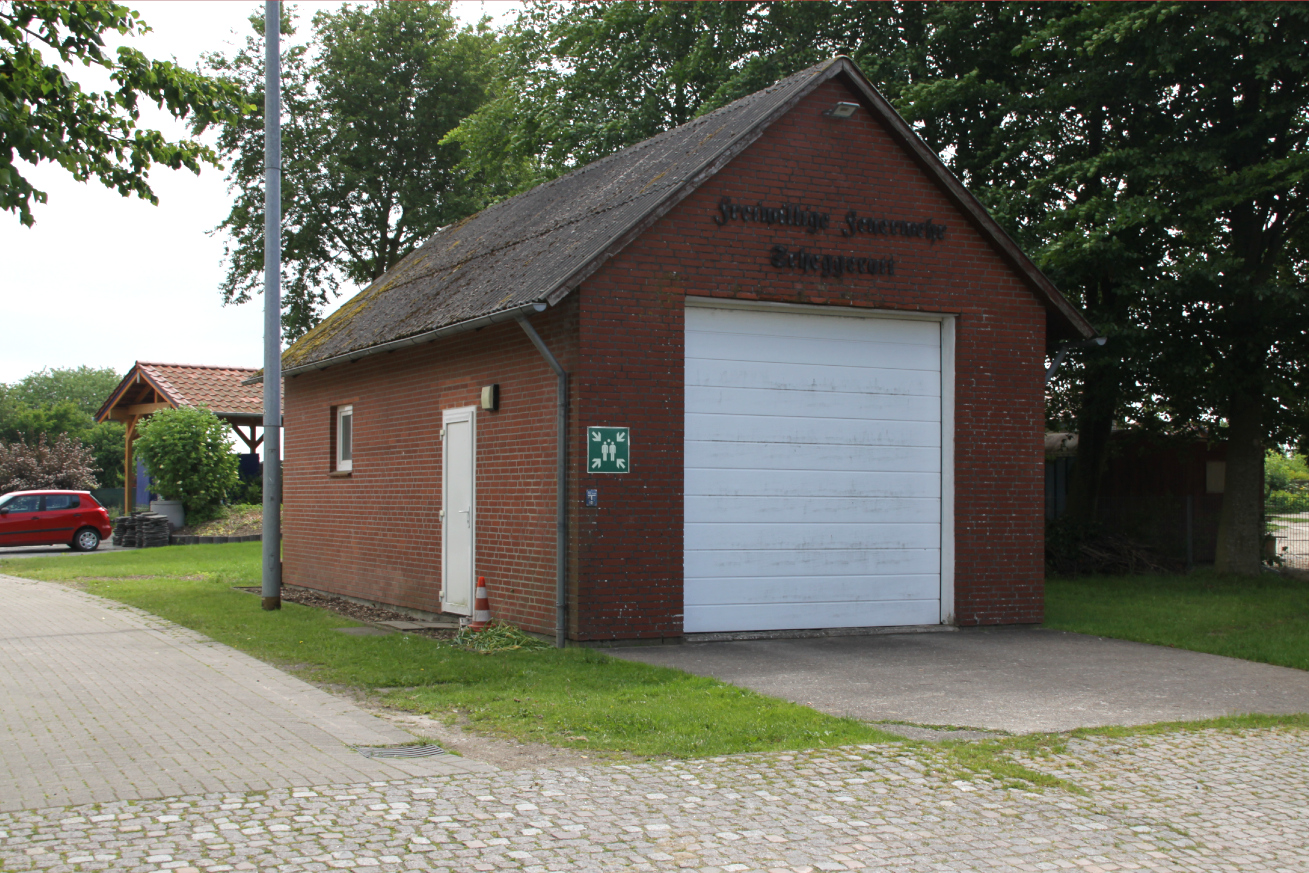
Feuerwehrhaus Scheggerott

## Geschichte
Einige Hügelgräber im Norden der Gemeinde stammen aus der Jungsteinzeit oder der frühen Bronzezeit und zeugen von der frühen Besiedelung der Gegend. Ein besonders großer Hügel konnte eindeutig der Bronzezeit zugeordnet werden, da sich in ihm zahlreiche Grabbeigaben dieser Epoche befanden. Darunter war auch ein prächtiges Schwert. Während der Völkerwanderung im 5. Jahrhundert verließen die Menschen zum größten Teil die Landschaft Angeln, eine Neubesiedlung begann nicht vor dem 8. Jahrhundert.
Wann genau Scheggerott gegründet wurde, ist unklar. Das Dorf wurde aber schon im Waldemar-Erdbuch 1231 erwähnt. Die Bauernhöfe in Scheggerott unterstanden seit dem Mittelalter den Gütern Dollrott, Toestorf und dem Schleswiger Domkapitel. Die Gutsherrschaft endete jedoch schon weitgehend im 18. Jahrhundert. Die Bauern konnten ihr Land in Erbpachtverträgen übernehmen.
Mit der preußischen Annexion der Herzogtümer Schleswig und Holstein 1867 begann auch die Zeit der kommunalen Selbstverwaltung mit der Wahl eines Gemeindevorstehers. Die Gemeindevertretung tagte das erste Mal in 1895.

## Bahnanschluss

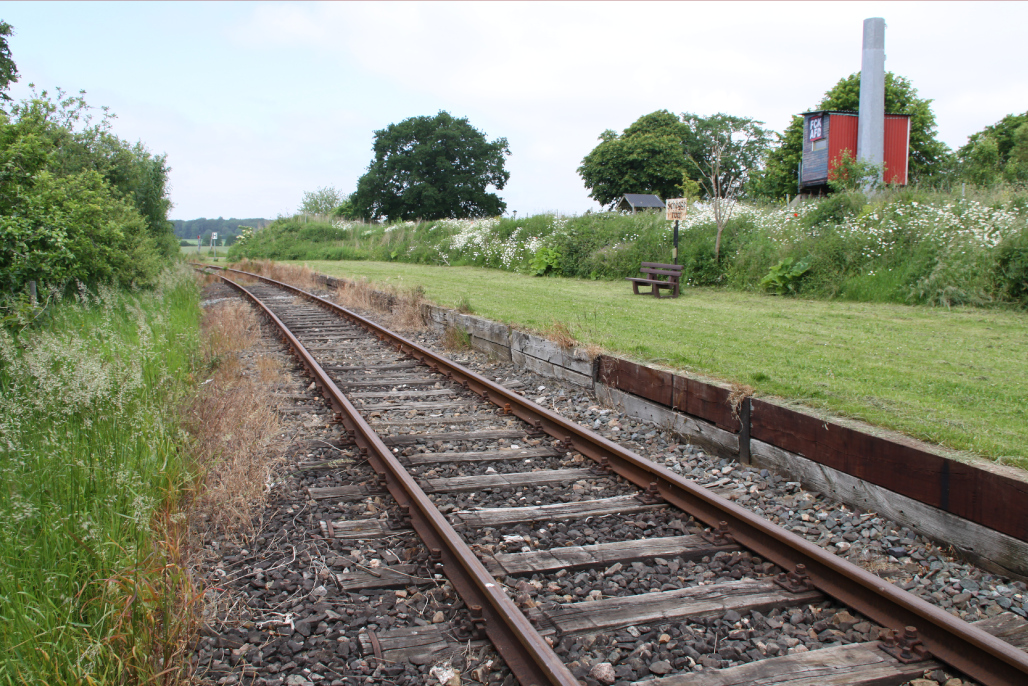
Bahnhof Scheggerott

Einen wirtschaftlichen Aufschwung erlebte die Gemeinde 1904, als die Bahnstrecke Kappeln–Süderbrarup eröffnet wurde. Der Scheggerotter Bahnhof entwickelte sich zu einem regional wichtigen Umschlagplatz für landwirtschaftliche Güter, Kaufleute ließen sich im Ort nieder. Im Mai 1972 wurde der Personenverkehr eingestellt, 2003 folgte der Güterverkehr auf der gesamten Strecke. Seither halten in Scheggerott bei Bedarf nur die Museumszüge der Angelner Dampfeisenbahn.
1969 trat Scheggerott dem Schulverband Süderbrarup bei. Damit endete die Geschichte der Schule im Ort, die seit 182 Jahren nachweisbar war.

## Eingemeindungen
Am 1. Januar 1978 wurde die Nachbargemeinde Brarupholz eingegliedert.

## Politik
Bei der Kommunalwahl am 14. Mai 2023 wurden insgesamt neun Sitze vergeben. Die CDU erhielt fünf Sitze und die Unabhängige Wählergemeinschaft Brarupholz und Scheggerott vier Sitze.

## Wirtschaft
Die Gemeinde ist überwiegend landwirtschaftlich geprägt.

## Kultur und Sehenswürdigkeiten

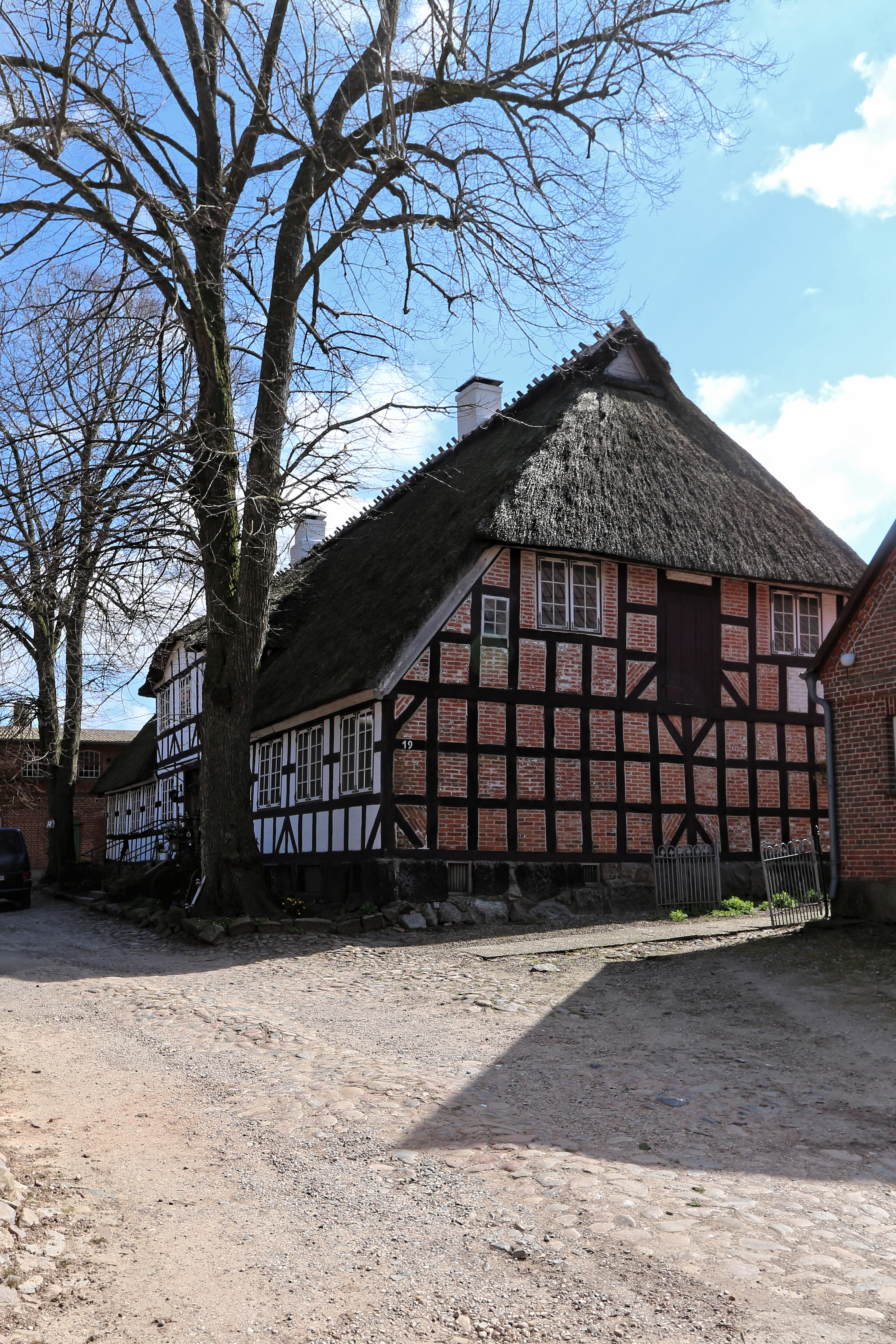
Reetgedecktes Fachwerk-Bauernhaus Dorfstraße 19

In der Gemeinde ist ein reetgedecktes Fachwerk-Bauernhaus erhalten, das zwischen 1700 und 1750 erbaut wurde.

## Vereine
Seit den 1960er Jahren hat der Ortsverband M15 des Deutschen Amateur-Radio-Clubs seine Clubstation in Scheggerott. In den Ortsteilen Brarupholz und Scheggerott gibt es je eine Feuerwehr.